# 千厩町立南小梨小学校
千厩町立南小梨小学校（せんまやちょうりつ みなみこなししょうがっこう）は、岩手県東磐井郡千厩町（現：一関市）にあった公立小学校。通称は南小（みなみしょう）。
閉校後、校舎および体育館は宿泊交流施設「千厩みなみ交流センター」として生まれ変わったが、2025年3月をもって廃止された。

## 概要
学制の発布により1873年に開校し、児童数の減少により1987年をもって閉校した小学校である。校名に「南小梨」を冠していたのは、この地区一帯が1875年まで南小梨村だったことに由来する。かつての南小梨村域は、千厩町が発足（1956年）するまでは小梨村南小梨という大字を名乗っていた。字名としては消滅したものの、現在は「南小梨地区」と呼ばれている。同地区の全域を学区としていた。
校名は8回変更しており、1回移転している。1886年に現在地へ移転するまでは、小梨字西ノ前にある御嶽神社に置いていた。
校歌は1970年の制定。作詞は小山嘉明、作曲は小山誠之で、このほか校訂を尾沢喜雄が手掛けている。歌は3番まであり、1番と2番は地元の山（黄金山）や川（南小梨川）など地区の風土に関する内容となっている。各番ともに最後は「われらの南小梨小学校」で共通である。

## 沿革

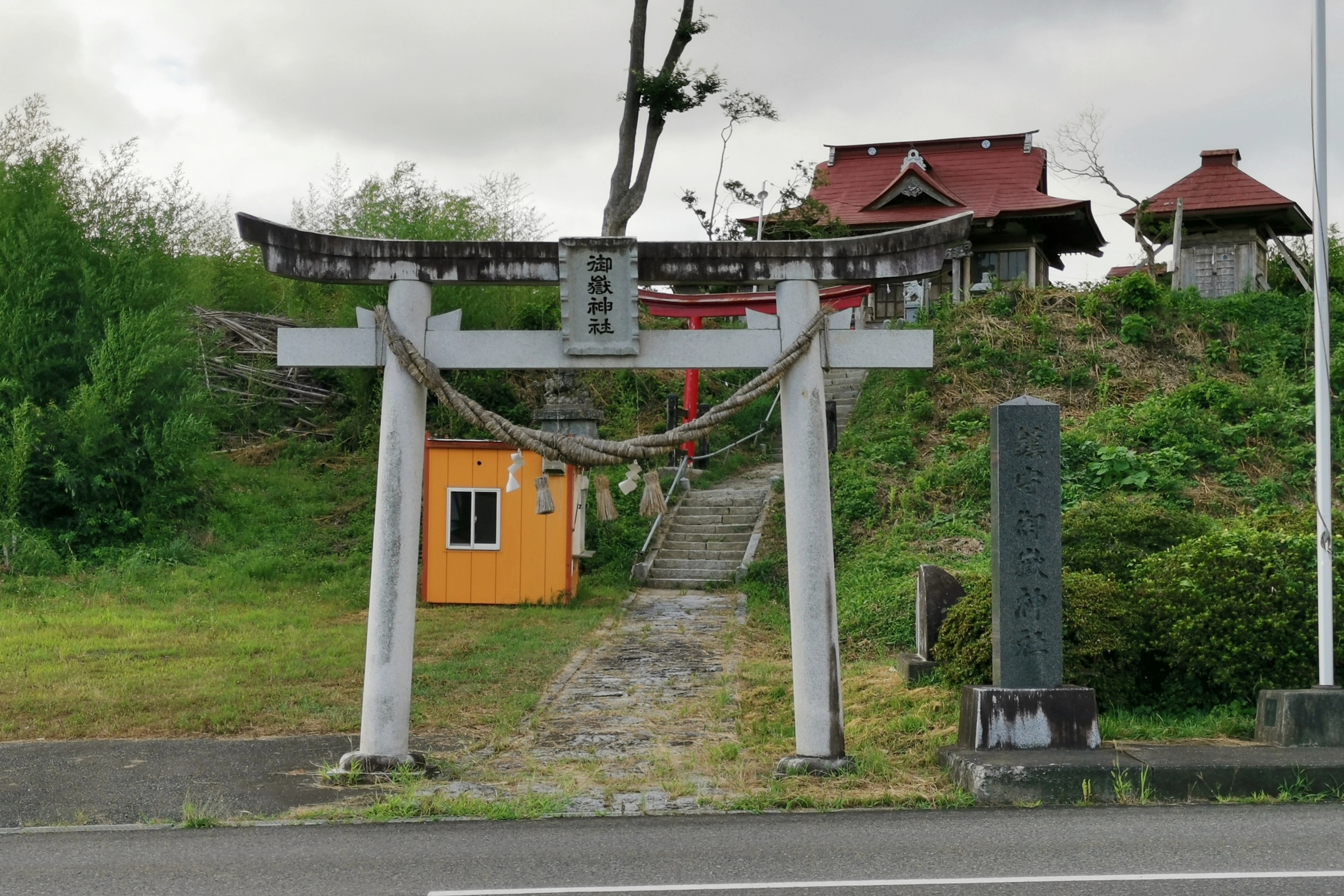
塾風の教育が行われていた御嶽神社（2023年8月）

1873年5月に開校した北小梨小学校南小梨分校が起源となる。南小梨地区では開校以前から小梨字西ノ前の御嶽神社（蔵王神社）の社務所にて、神主による塾風の教育が代々行われていたことから隣接する神主の民家に開校した。1886年、200メートル北東の現在地に木造平屋建て校舎を落成し、移転した。この地にはかつて南小梨城がそびえており、2つの街道が交差する村の中心地であった。
1923年には2代目の校舎（木造平屋建て）を落成し、1929年には本校からの独立を果たして校名を南小梨尋常小学校に改称した。その後は勅令や法の施行による校名改称を経て1955年に3代目となる校舎を落成した。

### 年表
- 1873年（明治6年）5月 - 北小梨小学校南小梨分校として開校[10]。
- 1877年頃（明治10年頃） - 「大登学校南小梨分校」に改称[13]。
- 1880年（明治13年）4月 - 「南小梨小学校」として本校から独立[14]。
- 1886年（明治19年）
  - 4月 - 「南小梨尋常小学校」に改称[14]。
  - 現在地に校舎を落成し、移転[10]。
- 1908年（明治41年）4月 - 小梨尋常高等小学校の分教場に移行し、「小梨村立小梨尋常高等小学校南小梨分教場」に改称[15]。
- 1911年（明治44年） - 教員住宅を落成[10]。
- 1923年（大正12年）
  - 校舎の解体に伴い、常楽寺（小梨字落合）を仮校舎とする[16]。
  - 新校舎および雨天体操場を落成[10][17]。
- 1926年（大正15年）7月1日 - 青年訓練所令施行に伴い、小梨村青年訓練所の支所を併設[18]。
- 1929年（昭和4年）
  - 3月31日 - 分教場廃止に伴い、一旦閉校[19]。
  - 4月1日 - 「小梨村立南小梨尋常小学校」として本校から独立[16]。
- 1931年（昭和6年）9月23日 - 校旗樹立式を開催[20]。
- 1941年（昭和16年）4月1日 - 国民学校令施行に伴い、「南小梨国民学校」に改称[10][21]。
- 1943年（昭和18年）4月 - 作業場を仮校舎に転換（2教室分）[10]。
- 1947年（昭和22年）4月 - 学校教育法施行に伴い、「小梨村立南小梨小学校」に改称[10]。
- 1950年（昭和25年）4月 - 校舎の東側を増築[10]。
- 1952年（昭和27年）5月 - 校庭を拡張[10]。
- 1955年（昭和30年）4月 - 校舎を増築し、木造2階建てとなる[10]。
- 1956年（昭和31年）9月30日 - 町村合併に伴い、「千厩町立南小梨小学校」に改称[10]。
- 1957年（昭和32年）12月 - 強風により教員住宅の屋根が破損[22]。
- 1958年（昭和33年）6月17日 - 季節保育所を併設（以後毎年[22]）[23]。
- 1959年（昭和34年）11月19日 - 屋内体育館を落成[23]。
- 1960年（昭和35年）10月 - 牛乳給食を開始[10]。
- 1963年（昭和38年）
  - 6月 - 給食用かまどを設置[24]。
  - 7月 - ミルク給食を開始[24]。
- 1964年（昭和39年）6月 - 校内放送設備を整備[10]。
- 1965年（昭和40年）
  - 千厩町教育委員会が「第一次教育基本計画」を策定し、統廃合の検討開始[25]。
  - 12月 - 南小梨教育振興推進協議会が発足[10]。
- 1967年（昭和42年）3月 - 学校安全優良学校として表彰される[10]。
- 1970年（昭和45年）3月2日 - 校歌を制定（作詞：小山嘉明、作曲：小山誠之）[26][27]。
- 1971年（昭和46年）4月12日 - 牛乳給食を開始[23]。
- 1974年（昭和49年）7月 - 青空子ども会を結成[24]。
- 1975年（昭和50年）
  - 5月 - 千厩町学校給食センターの落成に伴い、完全給食を開始[4][10]。
  - 10月 - 黄金山での全校野外炊さん活動を開始（以後毎年実施）[24]。
- 1977年（昭和52年）7月 - 屋外プールを約200m離れた地（千厩こがね館付近）に落成[10]。
- 1986年（昭和61年）
  - 3月 - 校庭拡張に伴い、教員住宅を解体[10]。
  - 12月 - 千厩町議会にて小梨小学校への統合が可決[28]。
- 1987年（昭和62年）
  - 3月22日 - 閉校式を開催[10]。
  - 3月31日 - 千厩町立小梨小学校への統合に伴い、閉校[22]。

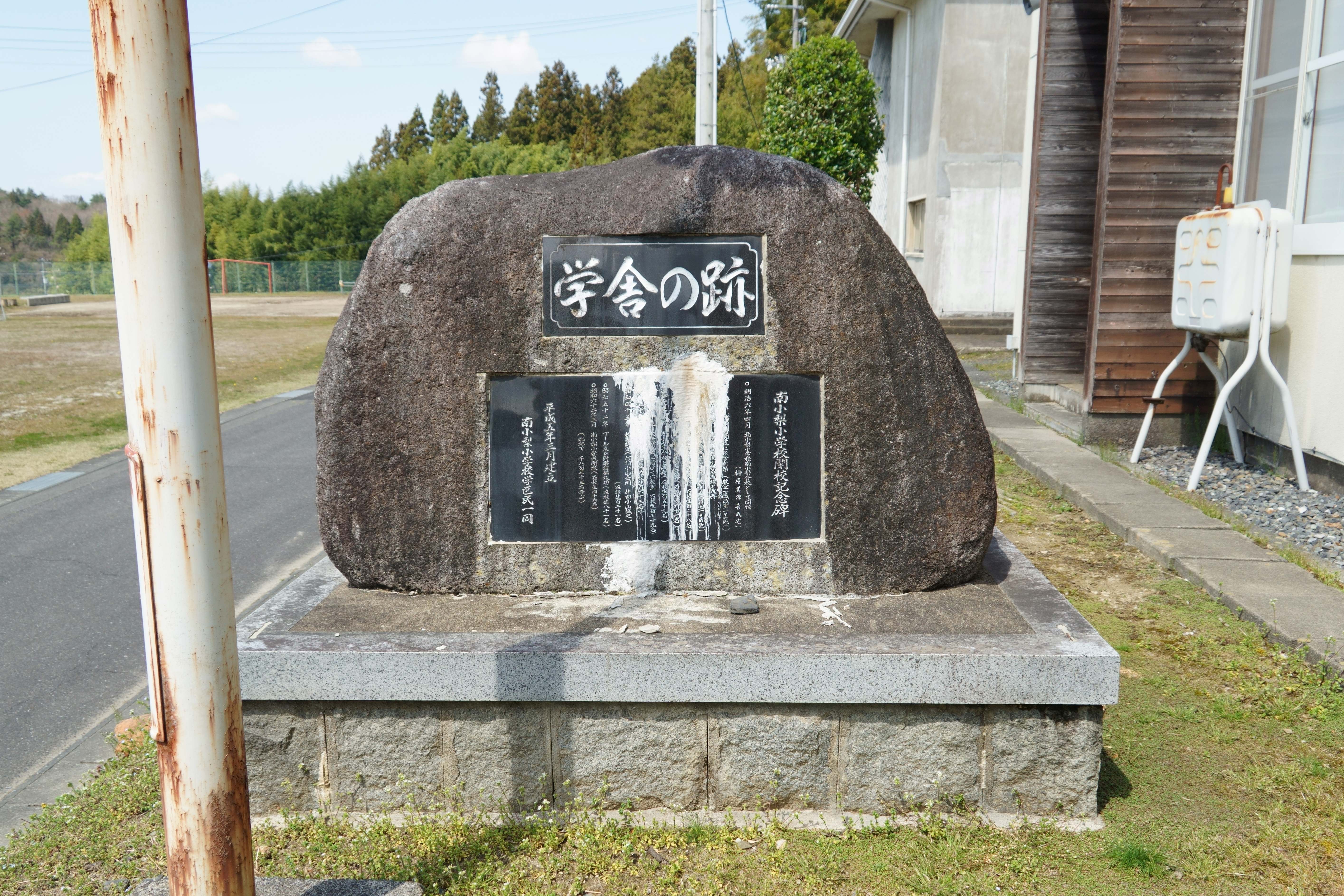
閉校記念碑（2024年4月）

#### 閉校後
- 1987年（昭和62年）4月 - 小梨小学校へのスクールバスを運行開始[19]。
- 1991年（平成3年）- 校舎をはじめとした各施設を改修[29]。
- 1992年（平成4年）4月 - 千厩町営の宿泊交流施設「みなみ交流センタ－」を開設[4]。
- 1993年（平成5年）3月 - 学区民が閉校記念碑を建立。
- 2005年（平成17年）9月20日 - 市町村合併に伴い、一関市営に移管[30]。
- 2011年（平成23年）3月11日 - 東北地方太平洋沖地震により交流センターが被災[31]。
- 2013年（平成25年）4月1日 - 当校のプールであった一関市営の南小梨プール（旧：町民プール）が廃止[注 2][33]。
- 2025年（令和7年）3月31日 - 千厩みなみ交流センターが廃止[34][6]。

## 千厩みなみ交流センター
千厩町が宣言した「生涯学習のまち」を担う豊かな学習と交流の拠点として、老朽化した校舎や体育館を宿泊可能な交流施設にすべく、浴室の設置や各教室を寝室や調理室などに転換する大規模改装（改修）を施し、1992年4月に「みなみ交流センター」として開設した。
2017年4月より指定管理者制度を導入し、小梨自治振興協議会が維持管理を務めた。
開設後は一般利用に限らず、小梨地区と世田谷区太子堂地区との児童交流「PALPAL交流」や部活動の合宿、地元民の活動拠点としても利用された。2011年の東日本大震災後は数年にわたってボランティア活動者の宿泊拠点として提供され、2011年3月から2013年11月までの2年間では延べ約1.1万人が利用した。
同センター前に広がる校庭は千厩南小梨農村公園として整備され、一般利用のほか地元主催のイベントなどで利用されている。
2025年3月、老朽化や利用者の減少などを受け閉館した。閉館に際し、3月30日には閉所式とお別れ会が行われた。2026年度の解体を予定しており、2025年4月には解体工事の設計業務委託入札が公示された。

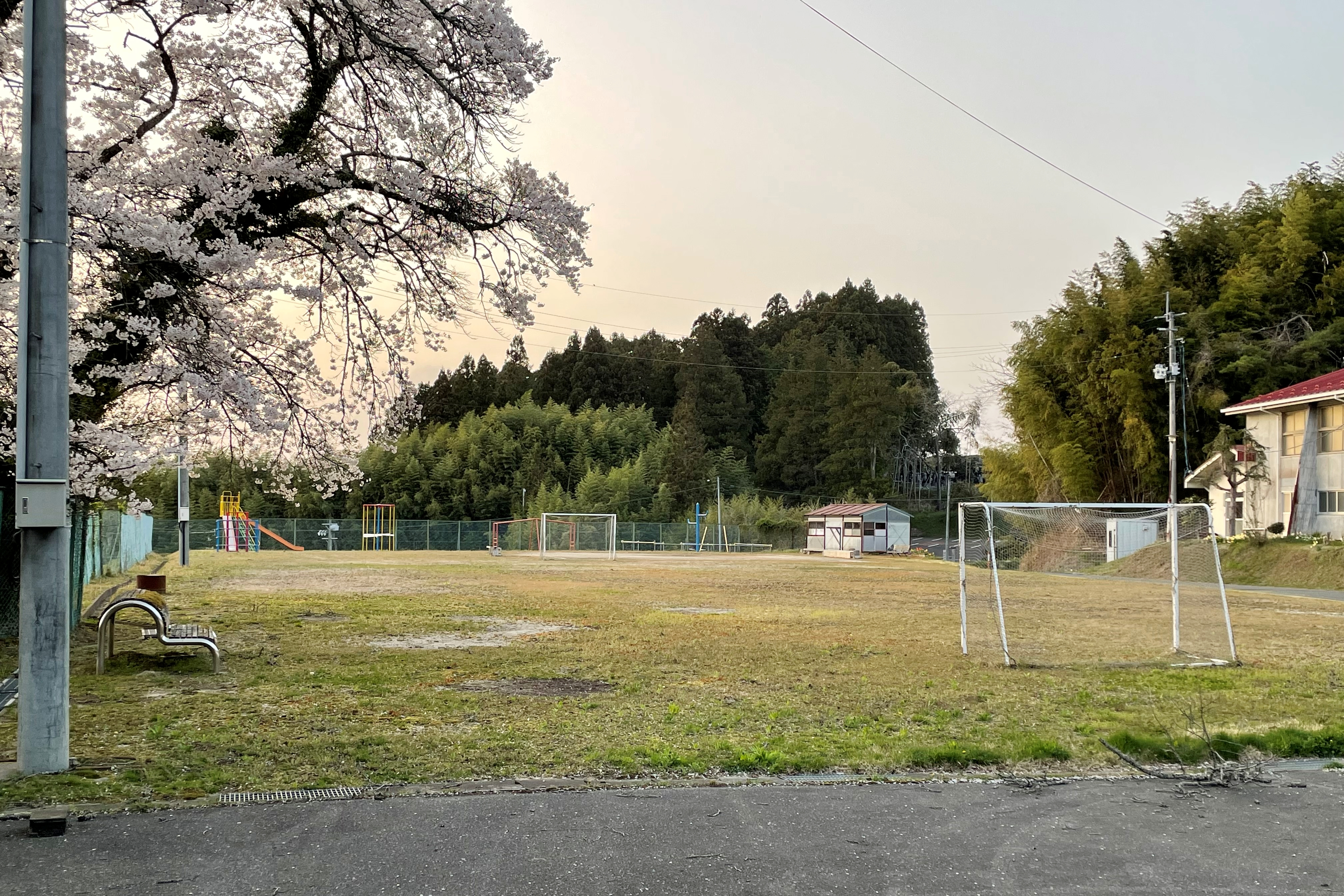
千厩南小梨農村公園（2023年4月）
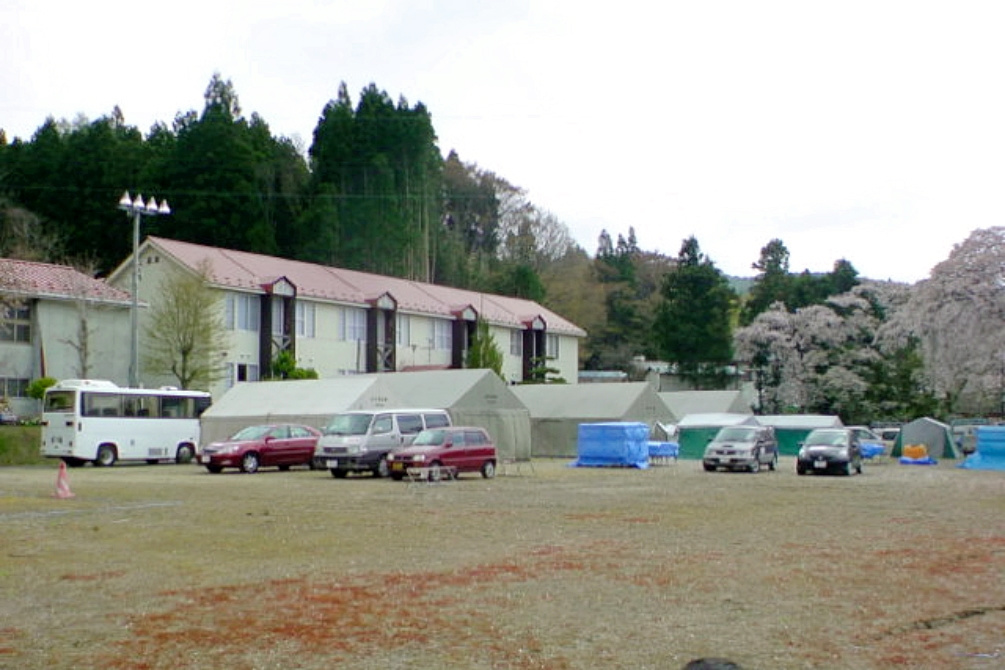
東日本大震災後、千厩南小梨農村公園にはテントが張られ、ボランティア活動が行われている。2011年5月撮影。

## 学校目標

### 教育目標
- 進んで学習にはげむ子ども
- 豊かな心で助け合う子ども
- 健康でたくましい子ども

### 学校経営の基本方針
- 学校教育目標を児童個々に具現化するため、信頼と協調を基盤とし学校経営全般にわたって創意工夫し、生き生きとした実践を計画的・組織的に展開することによって教育目標の達成を図る。

出典：

## 学校活動
主な学校行事。
1学期
- 4月 - 入学式、始業式、家庭訪問
- 5月 - 修学旅行（6年生）、遠足、種まき祭、運動会
- 6月 - 青少年劇場
- 7月 - 終業式
- 夏休み

2学期
- 8月 - 始業式、水泳大会
- 9月 - 陸上競技大会
- 10月 - 遠足、学芸会
- 11月 - 収穫祭
- 12月 - 終業式
- 冬休み

3学期
- 1月 - 始業式
- 2月 - 未就学児一日入学
- 3月 - 修了式、卒業式、卒業生を送る会
- 春休み

## 施設概要
主な施設を掲載。
校地面積は8,847平方メートル（1986年度時点）。
- 校舎 - 872平方メートル[1]。

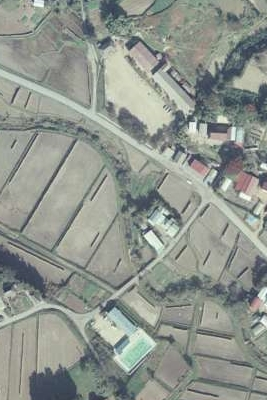
上部中央に学校があり、下部中央にはプールがある（1977年10月）。
。

- 屋内体育館 - 1959年竣工の木造平屋建て[17]。275平方メートル[1]。
- 校庭 - 3,497平方メートル。のちに千厩南小梨農村公園へ転用。
- 屋外プール - 25メートル6コース[45]。2010年代に解体され、跡地には農事組合法人こがねファームの事務所が建設された[46]。

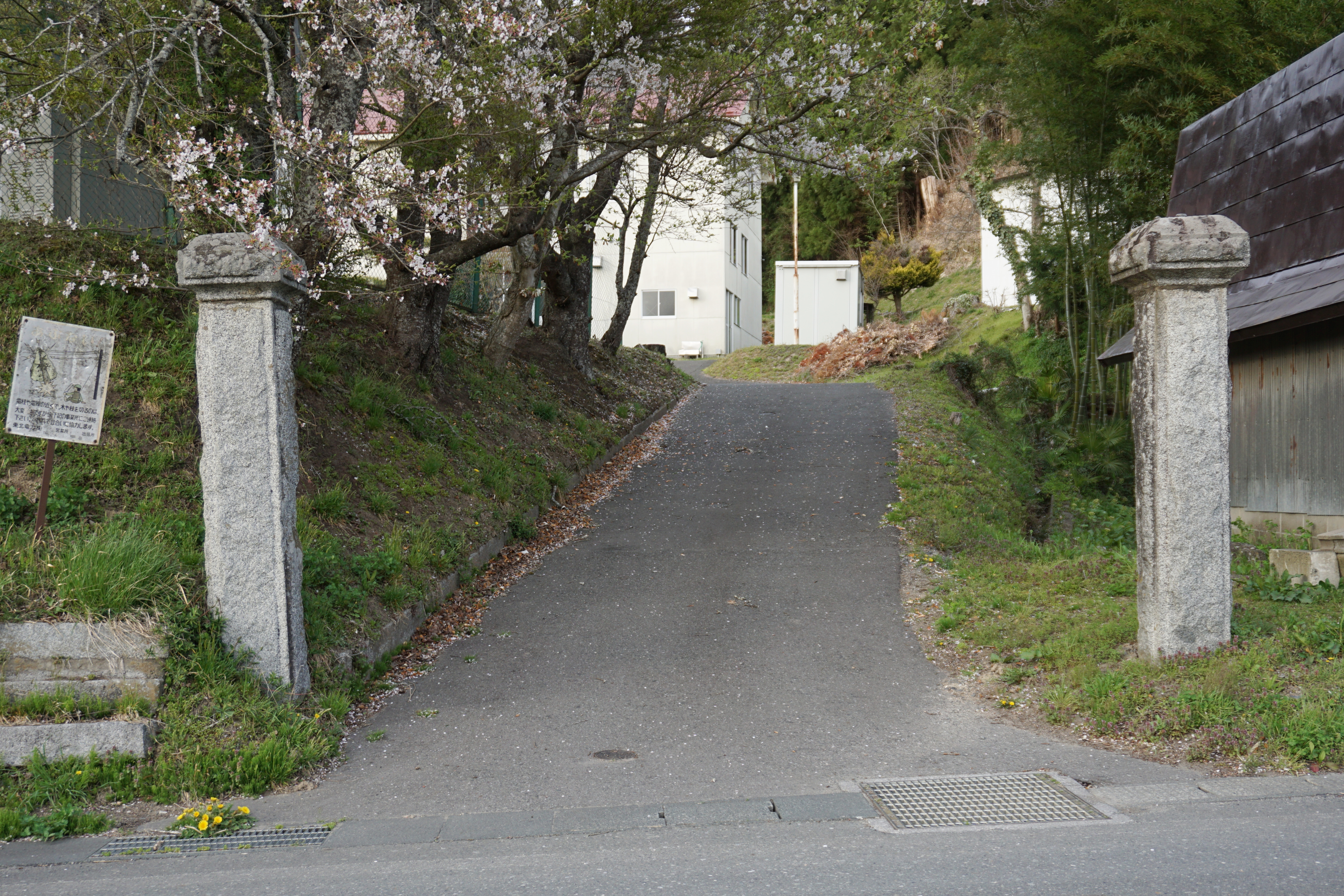
校門（2023年4月）

## 児童・学級数
1901年度以降の児童数と学級数の推移。1929年度以降は毎年度掲載。
児童数は、小梨小学校から独立した1929年度に127人を数え、その後1930年代中盤にかけて160人台まで増加した。国民学校となった1940年代は170人台となる年度も見られるが、おおよそ160人前後で推移した。現行の学校体系となった1947年度以降は若干の増加をみせ、1951年度には179人となり、最多を迎えた。その後1956年度からは減少に転じ、特に1960年度から1962年度にかけては毎年10人以上減少するなど著しく減少した。1963年度にはピークの7割ほどに落ち込むも、減少は一旦歯止めがかかった。1970年代に差し掛かるころまでは120人から130人で推移するも、1970年代に入ると再び減少に転じ、1975年には100人を割った。これを受けて1978年度には複式学級が発生し、1981年度に一旦は解消するも、1983年度に再び発生した。この間も児童数は減り続けており、全学年単学級を維持していた1977年度には87人だったのが、再度複式学級が組まれた1983年度には58人となり、閉校する1986年度には、記録が残る中で最小となる46人まで落ち込んだ。
| 年度               | 児童数 | 増減 | 学級数 | 増減 | 出典          | 備考         |
| ------------------ | ------ | ---- | ------ | ---- | ------------- | ------------ |
| 1901（明治34）年度 | 62     |      |        |      | [ 47 ]        |              |
| 1910（明治43）年度 |        |      | 1      |      | [ 48 ]        | 分教場時代   |
| 1918（大正7）年度  |        |      | 1      | 0    | [ 49 ]        | 分教場時代   |
| 1922（大正11）年度 |        |      | 1      | 0    | [ 50 ]        | 分教場時代   |
| 1929（昭和4）年度  | 127    |      |        |      | [ 51 ]        | 本校昇格     |
| 1930（昭和5）年度  | 129    | 2    |        |      | [ 51 ]        |              |
| 1931（昭和6）年度  | 141    | 12   |        |      | [ 51 ]        |              |
| 1932（昭和7）年度  | 144    | 3    |        |      | [ 51 ]        |              |
| 1933（昭和8）年度  | 153    | 9    |        |      | [ 51 ]        |              |
| 1934（昭和9）年度  | 165    | 12   |        |      | [ 51 ]        |              |
| 1935（昭和10）年度 | 168    | 3    |        |      | [ 51 ]        |              |
| 1936（昭和11）年度 | 159    | －9  | 4      | 3    | [ 51 ] [ 52 ] |              |
| 1937（昭和12）年度 | 153    | －6  |        |      | [ 53 ]        |              |
| 1938（昭和13）年度 | 167    | 14   |        |      | [ 53 ]        |              |
| 1939（昭和14）年度 | 167    | 0    |        |      | [ 53 ]        |              |
| 1940（昭和15）年度 | 159    | －8  |        |      | [ 53 ]        |              |
| 1941（昭和16）年度 | 164    | 5    |        |      | [ 53 ]        |              |
| 1942（昭和17）年度 | 176    | 12   |        |      | [ 53 ]        |              |
| 1943（昭和18）年度 | 176    | 0    | 5      |      | [ 54 ]        |              |
| 1944（昭和19）年度 | 172    | －4  |        |      | [ 51 ]        |              |
| 1945（昭和20）年度 | 160    | －12 |        |      | [ 51 ]        |              |
| 1946（昭和21）年度 | 161    | 1    |        |      | [ 51 ]        |              |
| 1947（昭和22）年度 | 159    | －2  | 6      | 2    | [ 11 ]        |              |
| 1948（昭和23）年度 | 161    | 2    |        |      | [ 55 ]        |              |
| 1949（昭和24）年度 | 157    | －4  | 6      | 0    | [ 55 ] [ 56 ] |              |
| 1950（昭和25）年度 | 171    | 14   | 6      | 0    | [ 57 ]        |              |
| 1951（昭和26）年度 | 179    | 8    | 6      | 0    | [ 55 ] [ 58 ] | 児童数最多   |
| 1952（昭和27）年度 | 168    | －11 |        |      | [ 55 ]        |              |
| 1953（昭和28）年度 | 166    | －2  |        |      | [ 55 ]        |              |
| 1954（昭和29）年度 | 169    | 3    | 6      |      | [ 59 ]        |              |
| 1955（昭和30）年度 | 178    | 9    | 6      | 0    | [ 57 ]        |              |
| 1956（昭和31）年度 | 168    | －10 | 6      | 0    | [ 60 ]        |              |
| 1957（昭和32）年度 | 161    | －7  | 6      | 0    | [ 61 ]        |              |
| 1958（昭和33）年度 | 164    | 3    | 6      | 0    | [ 61 ]        |              |
| 1959（昭和34）年度 | 166    | 2    | 6      | 0    | [ 61 ]        |              |
| 1960（昭和35）年度 | 152    | －14 | 6      | 0    | [ 57 ]        |              |
| 1961（昭和36）年度 | 141    | －11 | 6      | 0    | [ 61 ]        |              |
| 1962（昭和37）年度 | 130    | －11 | 5      | －1  | [ 61 ]        | 複式学級発生 |
| 1963（昭和38）年度 | 128    | －2  | 5      | 0    | [ 61 ]        |              |
| 1964（昭和39）年度 | 133    | 5    | 6      | 1    | [ 61 ]        | 複式学級解消 |
| 1965（昭和40）年度 | 131    | －2  | 6      | 0    | [ 62 ]        |              |
| 1966（昭和41）年度 | 133    | 2    | 6      | 0    | [ 63 ]        |              |
| 1967（昭和42）年度 | 129    | －4  | 6      | 0    | [ 64 ]        |              |
| 1968（昭和43）年度 | 128    | －1  | 6      | 0    | [ 65 ]        |              |
| 1969（昭和44）年度 | 126    | －2  | 6      | 0    | [ 66 ]        |              |
| 1970（昭和45）年度 | 121    | －5  | 6      | 0    | [ 67 ]        |              |
| 1971（昭和46）年度 | 111    | －10 | 6      | 0    | [ 68 ]        |              |
| 1972（昭和47）年度 | 106    | －5  | 6      | 0    | [ 69 ]        |              |
| 1973（昭和48）年度 | 97     | －9  | 6      | 0    | [ 70 ]        |              |
| 1974（昭和49）年度 | 100    | 3    | 6      | 0    | [ 71 ]        |              |
| 1975（昭和50）年度 | 97     | －3  | 6      | 0    | [ 72 ]        |              |
| 1976（昭和51）年度 | 88     | －9  | 6      | 0    | [ 73 ]        |              |
| 1977（昭和52）年度 | 87     | －1  | 6      | 0    | [ 74 ]        |              |
| 1978（昭和53）年度 | 73     | －14 | 5      | －1  | [ 75 ]        | 複式学級発生 |
| 1979（昭和54）年度 | 74     | 1    | 5      | 0    | [ 76 ]        |              |
| 1980（昭和55）年度 | 67     | －7  | 5      | 0    | [ 77 ]        |              |
| 1981（昭和56）年度 | 64     | －3  | 6      | 1    | [ 78 ]        | 複式学級解消 |
| 1982（昭和57）年度 | 62     | －2  | 6      | 0    | [ 79 ]        |              |
| 1983（昭和58）年度 | 58     | －4  | 5      | －1  | [ 80 ]        | 複式学級発生 |
| 1984（昭和59）年度 | 53     | －5  | 5      | 0    | [ 81 ]        |              |
| 1985（昭和60）年度 | 52     | －1  | 4      | －1  | [ 2 ]         |              |
| 1986（昭和61）年度 | 46     | －6  | 4      | 0    | [ 3 ]         | 閉校         |

## 学区
千厩町小梨の以下の区域が対象。行政区では千厩7区および8区にあたる。
- 字浦ノ沢、字落合、字中ノ沢、字不動、字新地、字天神、字西ノ前
- 字又ケ沢（一部）
- 字松倉（一部）

出典：

## 進学先の中学校
- 千厩町立小梨中学校（千厩町小梨） - 1947年度以降

## アクセス
岩手県指定有形文化財 村上家住宅のそばに位置している。

### 鉄道
- JR大船渡線 小梨駅から車で約8分

### デマンドタクシー
- 南小梨線「みなみ交流センター前」停留所から徒歩で約1分

### 自動車
- 千厩町千厩の中心部から約8分
- 藤沢町藤沢の中心部から約6分

## 周辺
- 常楽寺
- 村上家住宅（岩手県指定有形文化財）
- 千厩こがね館

## 著名な出身者
- 千厩ともゑ - 旅行作家・編集者・僧侶[83][84]